# マディソン・レヴィ
マディソン・リーヴァイ（Maddison Levi、2002年4月27日 - ）は、オーストラリアの女子オーストラリアンフットボール選手及び女子ラグビー選手。ゴールドコースト・サンズに所属。

## プロフィール
- オーストラリア出身。
- オーストラリアンフットボールのポジションはFWでラグビーのポジションはウィング(WTB)。
- 身長 177cm、体重 65kg
- 妹のティーガンもラグビー選手[2]。

## 略歴
2020年、AFLドラフトでゴールドコースト・サンズに加入。
2021年、東京五輪の7人制女子オーストラリア代表に選ばれた。
2024年、パリ五輪の7人制女子オーストラリア代表に選ばれた。